# B-Fighter
Blue SWAT B-Fighter Kabuto
B-Fighter (重甲ビーファイター, Jūkō Bī Faitā) est une série télévisée japonaise du genre metal hero en 53 épisodes de 23 minutes produite du 5 février 1995 au 25 janvier 1996. Elle fut utilisée par Saban pour produire la série Beetleborgs.

## Synopsis
Tous les insectes du monde se déplacent en essaims pour une raison inconnue. Enquêtant sur ce phénomène, Takuya Kai, membre de l’Académie de la Terre, s’aventure dans une jungle et rencontre un être surnaturel nommé « Guru ». Ce dernier lui révèle alors que l’empire Jamhal se prépare à envahir la Terre et que trois guerriers seront désignés pour contrer cette menace.

## Épisodes
1. Insect Warriors!! (昆虫戦士だ‼, Konchū Senshi da!!?)
2. The Dancing Human Hunt!! (踊る人間狩り‼, Odoru Ningen Gari!!?)
3. They Appeared, the Insect Mecha!! (出た 昆虫メカ‼, Deta Konchū Meka!!?)
4. Super Machine Great Riot (超マシン大暴れ, Chō Mashin Ōabare?)
5. Juukou Jack!! (重甲ジャック‼, Jūkō Jakku!!?)
6. Listen to the Forest's Cry (森の叫びを聞け, Mori no Sakebi wo Kike?)
7. The Mysterious Violent Photographer!! (謎の激写マン‼, Nazo no Gekisha Man?)
8. Please!! Evil Jewel (お願い‼魔法石, Onegai!! Mahōseki?)
9. The Tabby-Cat Recovery Operation (トラ猫奪回作戦 Toraneko Dakkai Sakusen?)
10. A Violent Fight!! The Dragon Swordsman (激闘‼竜の剣士, Gekitō!! Ryū no Kenshi?)
11. The Great Reckless Run of the Angry Robo (怒りロボ大暴走, Ikari Robo Daibōsō?)
12. Stealing Motivation!! (やる気を奪え‼, Yaruki wo Ubae!!?)
13. The Juukou Base Endangered! (危うし重甲基地, Ayaushi Jūkō Kichi?)
14. The Maze of Deadly Hell (必殺地獄の迷宮, Hissatsu Jigoku no Meikyū?)
15. The Idol who Flew (翔んだアイドル, Tonda Aidoru?)
16. The Flaming Super-dimensional Girl (炎の超次元少女, Honō no Chōjigen Shōjo?)
17. Death Fight!! The Combined Monster (死闘‼合体怪人, Shiō!! Gattai Kaijin?)
18. The Great Leader Dies!! (大首領死す‼, Daishuryō Shisu!!?)
19. Birth of the New Warrior of Darkness (誕生闇の新戦士, Tanjō Yami no Shin Senshi?)
20. Crash!! The Black Terror (激突‼黒の恐怖, Gekitotsu!! Kuro no Kyōfu?)
21. Atrocious Insect Tag (極悪昆虫タッグ, Gokuaku Konchū Taggu?)
22. First Experience as a Heroine (ヒロイン初体験, Hiroin Hatsutaiken?)
23. A Bouquet for a Monster... (怪人に花束を…, Kaijin ni Hanataba wo…?)
24. Enter the Giant Beetle (登場巨大カブト, Tōjō Kyodai Kabuto?)
25. The Beautiful Runaway!! (美しき逃亡者‼, Utsukushiki Tōbōsha!!?)
26. Crabs and Swimsuits and Dad (蟹と水着と親父, Kani to Mizugi to Oyaji?)
27. Revive the Bad-Haircutting Soul (甦るトラ刈り魂, Omigaeru Tora Gari Damashī?)
28. The Pure-hearted Ghost of Summer (真夏の純情幽霊, Manatsu no Junjō Yūrei?)
29. Great Crash of the Rivals (ライバル大激突, Raibaru Daigekitotsu?)
30. The 13 Monsters Great Combat Meet (13怪人大武闘会, Jūsan Kaijin Daibutōkai?)
31. A Dangerous Young Lady (危ないお嬢さま, Abunai Ojōsama?)
32. Loving Pickles!! (恋する漬け物‼, Koi suru Tsukemono!!?)
33. The Delinquent Girl of Justice (正義の非行少女 Seigi no Hikō Shōjo?)
34. A Scaaary Pet (コワ～いペット, Kowāi Petto?)
35. Thank you, Kabuto-kun (カブト君まいど, Kabuto-kun Maido?)
36. Look the Juukou Super Evolution (見よ重甲超進化, Miyo Jūkō Chōshinka?)
37. Don't Swindle us, Bodyguard (サギるな用心棒, Sagiru na Yōjinbō?)
38. Professor!! The Juukou of Love (博士‼愛の重甲, Hakase!! Ai no Jūkō?)
39. The B-Fighter Boy's Adventure (少年BFの冒険, Sōnen Bī Faitā no Bōken?)
40. A New Chapter: The Butterfly of Life (新章・生命の蝶, Shinshō Inochi no Chō?)
41. My Older Brother is Buff (兄貴はムキムキ, Aniki wa Mukimuki?)
42. The Spiteful Bear's B-Fighter Hunt (恨み熊BF狩り, Uramiguma Bī Faitā Gari?)
43. I Saw It!! Black's Unadorned Face (見た‼黒の素顔, Mita!! Burakku no Sugao?)
44. The Butterfly of Life Appears!! (生命の蝶現る‼, Inochi no Chō Arawaru!!?)
45. A Christmas Eve Memory (聖夜のメモリー, Seiya no Memorī?)
46. Despair!! Juukou Impossible (絶望‼重甲不能, Zetsubō!! Jūkō Funō?)
47. Revival to Victory!! (勝利への復活‼, Shōri e no Fukkatsu!!?)
48. The Immortal Combination Rushing Head (不滅合体走る首 Fumetsu Gattai Hashiru Kubi?)
49. The Spider Woman's Unfeeling Flame (クモ女非情の炎, Kumo Onna Hijō no Honō?)
50. Rush!! Final Battle in the Fortress (突入‼要塞決戦, Totsunyū!! Yōsai Kessen?)
51. The Period of Light and Shadow (光と影の終止符, Hikari to Kage no Piriodo?)
52. Assemble!! The 3 Great Heroes (集結‼3大英雄, Shūketsu!! Sandai Hīrō?)
53. Flap Your Wings!! Heroes (羽け‼英雄達, Habatake!! Hīrō-tachi?)

## Distribution
Les héros
- Daisuke Tsuchiya : Takuya Kai / Blue Beet
- Shigeru Kanai : Daisaku Katagiri / G-Stag
- Reina Hazuki : Rei Hayama / Reddle I (épisodes 1-21)
- Chigusa Tomoe : Mai Takatori / Reddle II (épisodes 22-53)

Soutien
L’empire Jamhal
- : Empereur Gaohm (épisodes 1-50)
- : Jera　(épisodes 1-50)
- : Schwartz (épisodes 1-48)
- : Gigaro (épisodes 1-47)
- : Jagul　(épisodes 19-20, épisodes 52-53)
- : Shadow/Black Beet (épisodes 19-51)